# Усманское городское Покровское кладбище
Усманское Покровское кладбище — главное кладбище города Усмань.

## История
После эпидемии чумы в 1771 году по указу Екатерины II было запрещено хоронить людей в пределах города. В это же время в районе бывшей Ярмарочной площади появляются первые захоронения, а к 1815—1820 году создаётся постоянное кладбище. После постройки в 1834 г. по инициативе купца В. Кузнецова и на средства благотворителей Покровской церкви захоронения стали регулярными, однако до 1880-х годов кладбище оставалось неблагоустроенным. И только после расширения церкви и обретения ею приходской автономии начинаются работы по преображению Покровского кладбища: к 1896 году проложены дорожки, построены ограда и ворота, высажены деревья. Однако, во времена Советского Союза, помимо разрушения зданий уничтожены многие захоронения. В 1975 году кладбище было закрыто. В настоящее время на площади в 3,35 га упокоено более 5000 человек, среди которых такие известные усманцы, как Е. А. Винокуров, В. Ф. Огарков, Г. Д. Сукочев, И. Т. Новоселов, О. И. Яхонтова.